# Pseudotrochalus massarti
Pseudotrochalus massarti är en skalbaggsart som beskrevs av Louis Burgeon 1943. Pseudotrochalus massarti ingår i släktet Pseudotrochalus och familjen Melolonthidae. Inga underarter finns listade i Catalogue of Life.